# S.T.A.L.K.E.R. Clear Sky

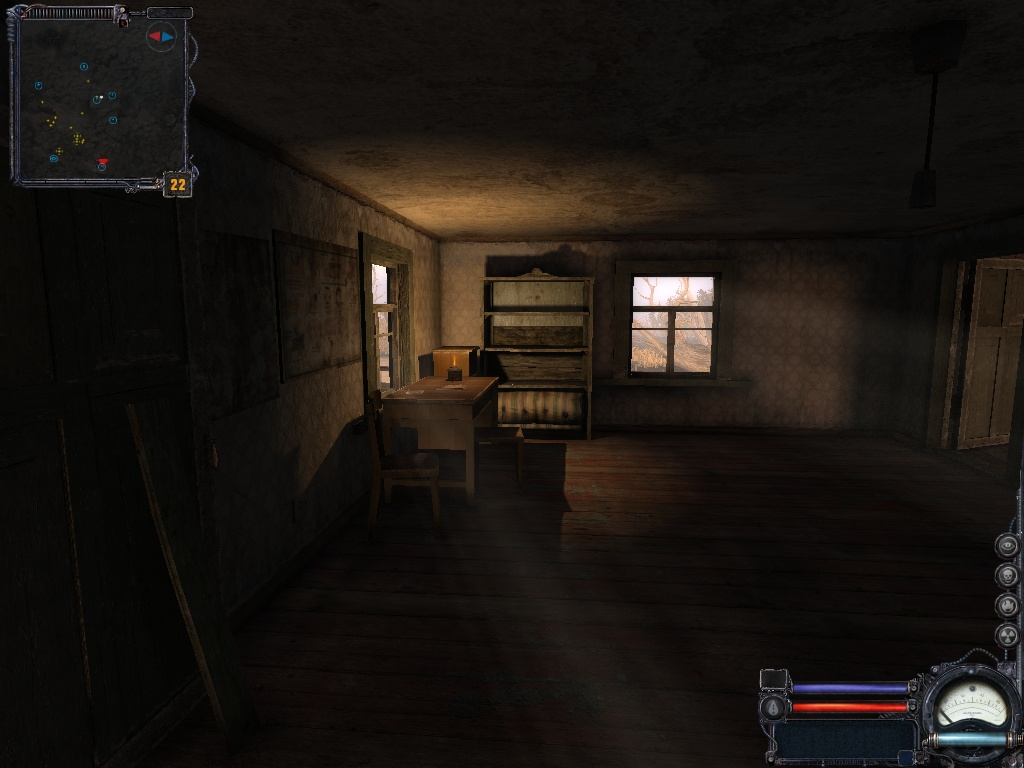
S.T.A.L.K.E.R.: Clear Sky

『S.T.A.L.K.E.R. Clear Sky』（ストーカー　クリアースカイ）とは、ウクライナのGSC Game Worldが開発したFPSで、『S.T.A.L.K.E.R. SHADOW OF CHERNOBYL』の続編。

## 概要
前作『S.T.A.L.K.E.R. SHADOW OF CHERNOBYL』から新たな地域が追加され、前作までの地域にも変化が加えられている。
グラフィックエンジンのX-Rayエンジンが1.5にバージョンアップしたことによりDirectX 10に対応（パッチ1.5.06以降はDirectX 10.1にも対応）、また、DirectX 9でのレンダリングも改良されている。
派閥間闘争の要素追加のため、AIも改良されている。

## ストーリー
前作『S.T.A.L.K.E.R. SHADOW OF CHERNOBYL』の一年前が舞台。
とある科学者集団に護衛を頼まれた傭兵"Scar（=プレイヤー）"は、任務の最中突如発生した"Emission"に巻き込まれてしまう。
彼を救ったのは、不安定化するゾーンの謎の解明を目的とする組織"Clear Sky"だった。
Clear Skyに協力を要請されたScarは、鍵となる、ある人物の行方を追うことになるが…

## キャラクター
- Mercenary Scar
本作の主人公であるベテランの傭兵ストーカー。科学者集団の護衛中、Emissionに遭遇し意識を失っていたところをClear Skyに救助される。Emissionに対する耐性があった事と、傭兵としての腕を買われてClear Skyより協力を求められる。
- Strelok
Zoneの中心を目指しているとされるストーカー。Clear Skyの研究者によれば、Zone中心へと近付く彼のグループを排除する為、Zoneが免疫的な反応"Emission"を引き起こしているのではと推測されている。

## 用語
- Emission
Zoneで発生している強力なエネルギー放射現象。Zoneそのものが進入者を排除しようと発生している免疫反応ではないかとClear Skyの研究者らは推測している。ゲーム中盤から、マップ切り換え時にランダムで発生する様になるが、序盤のイベントを除いて巻き込まれるとゲームオーバーとなってしまう為、マップ上で指示される避難場所でやり過ごさなければならない。

## システム
- 派閥戦争
本作には、拡張されたA-Lifeによる派閥間の勢力争いが実装されている。プレイヤーは一部を除く各派閥に所属し、勢力拡大に協力する事が可能である。勢力の拡大と共に、派閥に所属するキャラクタの装備が向上したり、トレーダーの販売アイテムにより高性能なものが追加される。なお、所属員が全滅しても、一定時間で本拠地から新たな人員がリスポンする為、派閥戦争に終わりが訪れることはない。
- 重量制限
基本的には前作と同様だが、アーティファクトやスーツ改造により上限を引き上げることが可能となっている。また、重量限界と同時に持久力消費量が増加する閾値(通常50kg)も同時に引き上げられる為、多くのアイテムを持ち歩く際のペナルティを減少する効果もある。
- 装備品の改造
各派閥の本拠地や、ある程度の集落に居るメカニックの手で装備品を改造する事が出来る。装備によっては特定のメカニック以外は改造できず、また改造前にアップグレードデータ入りフラッシュドライブを発見し、手渡さなければならないものもある。改造は銃器の精度や連射速度、スーツの防弾性能や特定の属性に対する抗力を向上させるものから暗視装置まで様々であるが、より上位の改造を行う為には特定の下位改造が必要となる。なお、一度改造した項目を取り消す事は不可の為、一部の改造（ショットガンの精度改良：散弾が使用不可となる）には注意が必要である。
- アーティファクト
前作とは違い、アノーマリーの密集地帯を不可視状態で不規則に移動しており、発見/入手する為には検知器を手に持ち、至近距離まで接近する必要がある。放射能除去や（各種属性耐性増加/出血抑制/体力自動回復量増加/持久力快復速度向上/重量制限緩和）+放射能蓄積と、メリット/デメリットが簡略化されている。前作では一定時間毎にアーティファクトが無限に出現したが、本作では予め定められた位置のみに出現し、一度でも取得した位置に再度アーティファクトが生成される事は無い。また、サブクエストの報酬や隠し場所、一部の例外を除き出現するアーティファクトが変化する（新規ゲーム開始時にランダムで決定される）。
- アーティファクト検知器
アーティファクトを検知し、可視状態とする機械。手に持っていないと効力を発揮しない為、使用する際には素手/ナイフ/ハンドガン/ボルト等の片手が空く装備を選択しなければならない。3種類の検知器が存在しており、初期型は距離により音の間隔が変化するのみだが、第2世代品ではアーティファクトの存在する方向が表示され、第3世代品では方、距離が分かるようになる。ガイガーカウンター機能やアノーマリーに反応しアラームを鳴らす機能が備えられているが、これはどの世代も同一の性能である。
- ボス戦
Destroyed Hospitalに登場するヘリコプター、Chernobyl NPPに登場するStrelokとの戦闘時にはライフゲージが表示され、これを倒さなければイベントが進行しない。また、Strelokには通常の武器が効かないので特殊な武器を使用する必要がある。

## 派閥
- Clear Sky
独自にZoneの調査を行っている派閥。他の勢力が入り込まない広大な沼地、Swampsの奥（Zone南端の西）に位置する基地で調査を続けていたが、大規模なEmissionにより他の地域とSwampsを隔てていたアノーマリーが消失し、侵入してきたRenegadesに押されていた。主人公は彼らと協力しEmission、延いてはZone奥地への進入を試みる人物を止めるべく行動する事になる。
- Renegades
「裏切者」の名をしたBanditsと同様の派閥。プレイヤーを含め全派閥と敵対しているが詳細は不明。本作ではBanditsへ加入する事も可能な為、その代役とされる場面もある。プレイヤーは加入することができない。
- Bandits
追い剥ぎなど、ZONE内で犯罪を行っているならず者の派閥。首領は、Yoga。Stalkersとは対立関係にある。本作では、プレイヤーが加入する事も可能。
- Stalkers
徒党を組んだ一般Stalkerによる派閥。Cordon北部を本拠地にしている。Banditsとは対立関係にある。
- Duty
Zoneを人類に対する脅威と考え、その拡大防止、破壊を目標とする派閥。元軍人が多く、規律を極めて重視する組織。Freedomとは対立関係にある。
- Freedom
Zoneを人類に有用な奇跡と考え、人類全体への開放を主張する派閥。個人の自由を重視する組織で、Dutyからは、Anarchist（無政府主義者）と呼ばれている。Dutyとは対立関係にある。
- Monolith
Zone最深部に存在するとされるモノリスを崇拝する謎の集団。あらゆる組織と対立している。プレイヤーは加入することができない。
- Military
Zoneの封鎖を行っているウクライナ正規軍。あらゆる組織と対立している。
- Scientists
Yantarの移動研究所で研究を行っている科学者の集団。

## 登場する地域
前作のBar, Wild Territory, Prypiat, 各種地下研究所は登場しない。
- Swamps（沼地）
本作のスタート地。Zoneの南西に位置し、Clear Skyの基地もこの沼地に存在している。
- Cordon
Swampsから向かえるZone南端だが、進入時にはMilitaryの機銃掃射に晒される。前作同様Stalkerたちのルーキーキャンプが存在する。
- Garbage
放射性廃棄物が捨てられた地区。Banditsの制圧地域であり、各所の検問所では通行料を要求される。
- Dark valley
廃墟が点在する沼沢地帯。北部の廃工場はFreedomの拠点となっている。
- Agroprom Research Institute
軍施設と廃工場が存在する地区。軍施設はDuty、廃工場はStalkerたちの拠点となっている。地下通路CatacombにはStrelokの拠点が存在するが、ミュータントが大量発生している。
- Yantar
本作ではAgroprom Research Instituteから進入する地区。前作同様、Scientistsの移動研究所が存在する。
- Red Forest
本作ではYantar方面から進入する地区。凶悪なミュータントやアノーマリーが蠢く危険な森。前作の同名エリアとはかなり異なる構造となった。
- Army WareHouse
本作ではRed Forest方面から進入する地区。南東の軍倉庫はMilitaryの拠点となっている。北東部からはMonolithが侵攻してくるうえ、奥に進み過ぎるとブレインスコーチャーに脳を破壊されてしまう。
- Limansk
Red Forest西の橋を渡った先に位置する存在を隠された街。北部には巨大なアンテナ（en:Russian Woodpecker）が存在しており、何らかの研究が行われていたとも言われるが、現在はMonolith兵に掌握されている。なお、ゲームの仕様上、Limanskへ足を踏み入れた時点でRed Forestへ戻る事は不可能となる為、注意が必要である。
- Destroyed Hospital（廃病院）
Limanskの北に位置する廃墟と化した病院。多数のMonolith兵に占拠されているうえ、Militaryが出撃させた戦闘ヘリが空襲を仕掛けてくる。
- Chernobyl NPP
二度の爆発事故により放棄された原子力発電所跡。Zone最深部へ向かうStrelokを止めるべく最終決戦が繰り広げられる。